# Кацман, Евгений Александрович

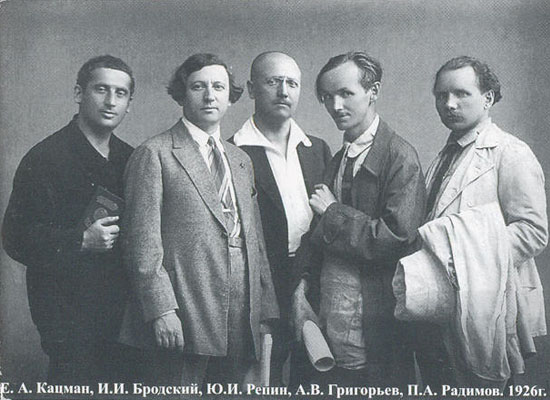
Верхушка АХРР, 1926 год

Евгений Александрович Кацман (26 июня [8 июля] 1890, Харьков, Российская империя — 31 июля 1976, Москва, СССР) — русский советский живописец и график.
Один из создателей и лидеров Ассоциации художников революционной России. Участник выставок с 1908 года (Передвижной, АХР и ряда заграничных).

## Биография
Родился 26 июня (8 июля по новому стилю) 1890 года в Харькове в семье ремесленника. Позже семья с двумя детьми переехала в Саратов. Старший брат Владимир поступил в созданное при Радищевском музее Боголюбовское рисовальное училище, путь художника избрал и Евгений. В ходе беспорядков Первой русской революции был исключён из училища за участие в забастовке.
В 1906 году он с братом переехали в Петербург и он поступил в Рисовальную школу Общества поощрения художеств (ОПХ), где год учился у Н. К. Рериха и А. И. Щусева. В 1907 году Владимир был арестован и отдан в армию, а Евгений исключён из школы за принадлежность к марксистскому кружку, став преподавателем одной из частных художественных школ, готовившей учащихся к поступлению в Императорскую Академию художеств. Ведя три года занятия в головном классе, он обучался в натурном классе.
В 1909 году Кацман поступил в Московское училище живописи, ваяния и зодчества, где учился по 1916 год у К. А. Коровина и С. В. Малютина. В 1916 году получает звание художника первой степени по портрету.
С 1918 г. выдвинулся на общественно-художественной работе (был членом ЦК Всерабис первого созыва). Вместе с А. Григорьевым и П. Радимовым основал в марте 1922 года АХРР. В течение ряда лет Кацман был её генеральным секретарем. Как писал Кацман в своих воспоминаниях, создание Ассоциации началось с того, что «группа художников-реалистов решила обратиться в Центральный Комитет партии и заявить, что мы предоставляем себя в распоряжение революции, и пусть ЦК РКП(б) укажет нам, художникам, как надо работать». Искусство АХРР с его упрощенным документализмом, пропагандистским пафосом, выраженным в «понятной» реалистической форме, с подчинением себя идеологической доктрине получило поддержку советского правительства, признавшего в АХРР представителя «революционного („официального“) искусства». Это, а также личные контакты руководителей Ассоциации с руководством страны, позволили АХРР занять монопольное положение в художественной жизни и влиять на культурную политику и формирование идеологического климата, уничтожить «левое» искусство и вытеснить с художественной арены его ведущих представителей под предлогом борьбы с «формализмом». Организационные и эстетические принципы АХРР были воспроизведены в унифицированных советских художественных институтах, руководство ассоциации и в них сохранило свое руководящее положение.
Из Декларации Ассоциации художников революционной России: «Наш гражданский долг перед человечеством — художественно-документально запечатлеть величайший момент истории в его революционном порыве. Мы изобразим сегодняшний день: быт Красной Армии, быт рабочих, крестьянства, деятелей революции и героев труда. Мы дадим действительную картину событий, а не абстрактные измышления, дискредитирующие нашу революцию перед лицом международного пролетариата … Революционный день, революционный момент — героический момент, и мы должны теперь в монументальных формах стиля героического реализма выявить свои художественные переживания».
В 1926 году посетил в составе делегации художников русского живописца И. Е. Репина в Куоккале, отошедшей к Финляндии с тем, чтобы убедить его переехать в СССР. "Члены делегации, направленной в Куоккала, впоследствии вспоминали: «— Вас ждут в СССР, — говорили мы. — Ваш приезд будет праздником для всей страны. Вас встретят с почестями, как свого любимого художника. — Нет, нет, я недостоин этого, — отвечал Репин. — А от почестей, пожалуйста, освободите. Я уж лучше приплачу».
Был участником выставок к пятилетию и десятилетию РККА.
Официальный портретист советской политической элиты. В своих произведениях запечатлел деятелей коммунистической партии, рабочих, писателей, ученых, художников. Он изобразил также новый быт. Кацман — автор портретов Ф. Э. Дзержинского (1923), М. И. Калинина (1924), Е. М. Ярославского (1924), М. В. Фрунзе (1925), М. С. Ольминского (1927), С. М. Буденного (1928), К. Е. Ворошилова (1933), «В. И. Ленин в Мавзолее», «Предс. СНК СССР В. М. Молотов», «Наркомвоенмор, председатель РВС СССР К. Е. Ворошилов», «Зам. Наркомвоенмора М. Н. Тухачевский», «Зам. Наркома и пред. РВС СССР Я. Б. Гамарник», «Главный инспектор морских сил РККА Р. А. Муклевич», «Зам. предс. Госплана и главный арбитр СССР И. С. Уншлихт», «Женщины Красной армии и социалистического строительства», «Командир N-ской дивизии Л. М. Гавро», «Тов. Савин», «Тов. Ольский», а также портретов И. И. Бродского (1934), А. М. Панкратовой (1947), Эйсмонда Рода и др., портретов-картин — «Ходоки у Калинина» (1927), «Калязинские кружевницы» (1928), «Чтение Сталинской конституции» (1939), «Ленин и дети» (1940), «За чтением книги Б. Полевого „Повесть о настоящем человеке“» (1949) и др.
«В конце 20-х — в начале 30-х годов художник Кацман писал портреты Сталина и Ворошилова, был обласкан их вниманием и стал их доверенным человеком. Его приглашали на загородную дачу, где устраивались оргии. Там было нечто вроде римских терм, где нагие вакханки приносили яства и возлежали рядом с вельможами. Впрочем, были и отличия от Рима, выдающие северную топографию действа и паханский вкус её главного организатора: над помещением „термы“ висел большой моржовый фаллос. Видимо, людоед был большим жизнелюбом. Кацман глухо рассказал об этом
Федорову-Давыдову. Тот, в свою очередь, ещё более глухо упомянул об этом кому-то. Последний сообщил Куда Надо. Федорова-Давыдова на время выслали в Ярославль, а Кацмана отлучили от доверия. Мягкость наказания объясняется ранней датой события и тем, о чём поведал Кацман: „Ворошилов обругал меня: мы тебе доверяли, мы тебя приблизили, а ты оказался болтун и дерьмо. Ты пренебрёг доверием! Скажи спасибо, я тебя спас от гнева Сталина. Но смотри, если будешь болтать…“»
Несколько условная и подчеркнутая линейность, свойственная работам Кацмана 1920-х гг., сменилась более живописной манерой. Фигуры у него часто фронтально-статуарны, в групповых композициях взгляды устремлены куда-то в одну сторону, на невидимимый зрителю объект. От рисунка сангиной художник перешел к технике пастели.
6 июля 1933 года К. Е. Ворошилов привез на дачу к Сталину главных художников советского официоза: Александра Герасимова, Исаака Бродского и Евгения Кацмана. Кацман оставил воспоминания о встрече с вождем. «Между прочим, разговор как-то зашёл про сионизм в искусстве. Я сказал, что страсть везде одна и та же — половая. Сталин сказал: — Прав Kацман».
Персональные выставки работ художника: 1935, 1947, 1950 гг. В 1947 году к 35-летию творческой деятельности Кацмана, избранного членом-корреспондентом Академии художеств СССР, была устроена персональная выставка. В 1949 году он стал членом КПСС. В 1950-е−1960-е годы художник продолжил свою деятельность и в честь восьмидесятилетия со дня его рождения была организована большая выставка.
Умер 31 июля 1976 года, похоронен на Ваганьковском кладбище (40 уч.).

## Семья
Жена — Кацман Наталья Михайловна (ур. Рафалович), сестра Софьи Рафалович (умерла в 1925), жены Казимира Малевича, и Марии Рафалович, жены художника-ахрровца Дмитрия Топоркова (1885—1936). В 1909 году Евгений Кацман принял христианство, чтоб жениться на Наталье Рафалович.
Дочери — Марина, замужем за Кириллом Андреевичем Розановым, внук Пётр Кириллович Розанов (р. 1948) и Кира (1923—1991), замужем за Лившицем Григорием Ароновичем, сын Лившиц Михаил Григорьевич, внук Лившиц Андрей Михайлович, правнук Лившиц Борис Андреевич.

## Труды
Работы художника находятся во многих музеях России, в частности в Центральном музее Вооружённых сил, Государственном Русском музее и Третьяковской галерее.
Собственное прозаическое сочинение Кацмана — «Записки художника» (М., 1962).

## Заслуги
- Народный художник РСФСР (1969).
- Член-корреспондент АХ СССР (1947).
- Награждён медалью «за доблестный труд в Великой Отечественной войне», медалью «В память 800-летия Москвы».

## Публикации текстов
- Кацман Е. А. Как создался АХРР : (Воспоминания) / Е. А. Кацман. — М. : Изд-во АХРР'а, 1925. — 20 с. ; 21 см. — (Худ. б-ка АХРР'а : Искусство трудящимся ; вып. 1).
- Кацман Е. А. Записки художника. — М. : Изд-во Акад. художеств СССР, 1962. — 124 с. : ил.